# Felipe Contepomi
Felipe Contepomi (Buenos Aires, 20 de agosto de 1977) es un médico deportólogo, entrenador y exjugador argentino de rugby. 
Surgido en Club Newman, se desempeñó como apertura y centro. Tuvo una gran trayectoria en la selección de rugby de Argentina, Los Pumas.  
Actualmente ocupa el cargo de Head coach (entrenador principal) 
Como jugador, Contepomi jugó 87 partidos para los Pumas, la Selección argentina de rugby. Fue capitán del equipo al principio de su carrera, hasta julio de 2012.
Fue el máximo anotador del seleccionado en la historia, con 651 puntos en 87 partidos, pero luego fue superado por Nicolás Sánchez durante el Rugby Championship 2018.
Su hermano mellizo, Manuel, fue también parte de la Selección nacional.

## Biografía

### Trayectoria en clubes
Empezó a jugar al rugby en el Club Newman en Buenos Aires. Es hermano mellizo del también exjugador de rugby Manuel Contepomi, también hermano del periodista musical y conductor de radio y televisión Carlos "Bebe" Contepomi y hermano de un sacerdote de la Diócesis de San Isidro, Juan Pablo Contepomi, creador de la Fundación Camino a Jericó.
Entre 2003 y 2009 jugó en Leinster Rugby, con quienes se consagró campeón de la Copa Heineken 2009. Durante esa etapa se graduó de médico en Dublín, Irlanda. En enero de 2006, la entonces novia de Felipe, Paula, dio a luz a su hija, Catalina Contepomi. En 2009, en Francia, nació su hija Manuela Contepomi. Actualmente está casado con Sofía Gallego Soto, con quien tuvo a su hijo Juan Ignacio.
En 2010, obtuvo el Premio Konex -Diploma al Mérito-, y en 2020 el Konex de Platino al mejor jugador de rugby de la década 2010-2019. 
Se retiró como jugador en 2015, a los 37 años.
El 10 de noviembre de 2017, Contepomi fue ingresado al World Rugby Salón de la Fama.

### Selección nacional
Felipe jugó su primer mundial en Gales 1999, donde Argentina inauguró el mundial ante Gales, siendo derrotado 23-18. Argentina saldría calificado mejor tercero en la fase de grupos, superando por primera vez dicha etapa y debería jugar un play-off contra Irlanda para clasificar a cuartos de final, los pumas triunfarían 24-28 y luego serían eliminados del mundial por Francia. 
Cuatro años más tarde, llegó Australia 2003 donde los Pumas no pudieron vencer al XV del trébol en un duelo clave por la clasificación a cuartos de final. Participó del histórico Mundial de Francia 2007, en el cual Argentina venció a Francia en la inauguración del torneo, Georgia, Namibia e Irlanda para ganar su grupo. En cuartos de final vencerían a Escocia para hacer historia y llegar por primera vez a Semifinales donde enfrentaron a los eventuales campeones mundiales, los Springboks, siendo la única derrota en el torneo. Por el tercer puesto Argentina enfrentó a Les Blues donde una vez más Los Pumas triunfaron 34-10. 
Jugó su último mundial en Nueva Zelanda 2011 donde Argentina empezaría el mundial cayendo ante el XV de la rosa 9-13, pero ganaría sus otros tres partidos de grupo ante Rumania, Escocia (donde fue clave en la victoria por 13-12 para clasificar a los pumas a cuartos de final) y Georgia para clasificar a cuartos, donde enfrentaría a los eventuales campeones del mundo, los All Blacks; en un partido memorable los Pumas serían derrotados 10-33.
Con la Selección nacional, Felipe jugó su último partido el 5 de octubre de 2013 contra Australia, en Rosario, Argentina durante el Rugby Championship.

### Como entrenador
En 2016 Contepomi se hizo cargo como entrenador, del equipo Argentina XV. En marzo del año siguiente, la selección resignó su condición de invicto continental al empatar 27 a 27 en el último partido, frente a Estados Unidos a quien beneficiaba la cantidad de tantos obtenidos en el torneo. En 2018 Los Pumas volvieron a perder el título continental, siendo derrotados nuevamente por Estados Unidos. Lo mismo sucedió en el Seis Naciones A Sudamericano que se jugó por primera vez el mismo año de la segunda caída ante Estados Unidos. En esta ocasión, el campeón fue Brasil, históricamente el equipo más débil junto con Paraguay. 
A fines del 2018 fue removido como entrenador de Los Pumas siendo reemplazado por Juan Fernández Lobbe. Se unió al personal de entrenadores de Leinster, equipo irlandés donde había jugado varios años.
El 18 de diciembre de 2023,  la Unión Argentina de Rugby (UAR) informa que Felipe Contepomi será el nuevo head coach de Los Pumas, profundizando el proceso comenzado con Michael Cheika en 2022. 

## Estadísticas

### Como jugador
| Mundial                       | Sede          | Resultado        | PJ | Pts |
| ----------------------------- | ------------- | ---------------- | -- | --- |
| Copa Mundial de Rugby de 1999 | Gales         | Cuartos de final | 3  | 5   |
| Copa Mundial de Rugby de 2003 | Australia     | Primera fase     | 4  | 3   |
| Copa Mundial de Rugby de 2007 | Francia       | Tercer puesto    | 7  | 91  |
| Copa Mundial de Rugby de 2011 | Nueva Zelanda | Cuartos de final | 4  | 23  |